# Sub Focus
Sub Focus, pseudonimo di Nick Douwma (Gravesend, 13 aprile 1982), è un produttore discografico e disc jockey britannico di musica drum and bass.

## Biografia
Sub Focus pubblica dischi in vinile dal 2003. Nel marzo 2005 raggiunse la prima posizione della classifica della Official Dance Chart con il singolo X-Ray - Scarecrow; raggiunse anche la posizione 60 della Official Singles Chart. Nel giugno 2008, raggiunse la 1ª posizione della classifica della Official Dance Chart con Timewarp/Join the Dots. Nell'agosto 2009, con il singolo Rock It/Follow the Light, raggiunse la posizione 38 della Official Singles Chart e la prima della Official Dance Chart. Nello stesso periodo Sub Focus ha composto remix dei The Prodigy, Deadmau5, Dr. Octagon, Empire of the Sun e Dizzee Rascal.
Il 6 ottobre 2009, Sub Focus pubblicò una traccia chiamata Smooth, scaricabile sul sito Breakbeat.co.uk. Il 12 ottobre 2009 ha pubblicato il suo album di debutto da solista, chiamato Sub Focus. Nel 2010, Sub Focus ha partecipato con il gruppo australiano di drum and bass Pendulum nel loro tour britannico di promozione del loro terzo album Immersion. L'anno prima aiutò Example a produrre Kickstarts dal suo secondo album Won't Go Quietly.

## Discografia

### Album
- 2009 – Sub Focus
- 2013 – Torus
- 2020 – Portals (con Wilkinson)

### Singoli
- 2003 – Down the Drain/Hot Line
- 2004 – Acid Test/Get On Up
- 2004 – Ghost/Lost Highway (feat. Danny Wheeler)
- 2004 – Soundguy/Bluenote
- 2005 – Frozen Solid/Juno
- 2005 – X-Ray/Scarecrow
- 2006 – Airplane/Flamenco
- 2007 – Special Place/Druggy
- 2008 – Timewarp/Join the Dots
- 2009 – Rock It/Follow the Light
- 2009 – Could This Be Real / Triple X
- 2010 – Splash (feat. Coco)
- 2012 – Out the Blue (feat. Alice Gold)
- 2012 – Tidal Wave (feat. Alpines)
- 2013 – Endorphins (feat. Alex Clare)
- 2013 – Turn It Around (featuring Kele)
- 2013 – Turn Back Time
- 2017 – Trouble (con i Rudimental feat. Chronixx & Maverick Sabre)